# Ангелы Чарли (телесериал)
«Ангелы Чарли» (англ. Charlie's Angels) — телесериал о трёх женщинах, работающих на частное детективное агентство, одно из первых телешоу с женскими ролями традиционно мужского амплуа. Сериал транслировался в США компанией ABC с 1976 по 1981 год и был одним из наиболее успешных в 1970-х годах. «Ангелы Чарли» были созданы Айвэном Гоффом и Беном Робертсом и спродюсированы Аароном Спеллингом и Леонардом Голдбергом. До выпуска первоначальным названием предлагалось «Уличные кошки» («The Alley Cats»). Другим обсуждаемым названием было «Ангелы Харри» («Harry’s Angels»), но его изменили на «Ангелы Чарли», чтобы не конфликтовать с другим телесериалом «Harry O.».

## Краткое описание
Три женщины, Ангелы (их играют Кейт Джексон, Фэрра Фосетт и Жаклин Смит) только что окончили лосанджелесскую полицейскую академию и были назначены постовыми регулировщиками движения. Они уволились и были наняты на работу агентством Чарли Таунсенда частными детективами. Их босс Чарли (озвучен Джоном Форсайтом), лицо которого никогда полностью не показывается (в некоторых эпизодах зрителю виден затылок и руки), общается с сотрудниками по телефону, давая им задания через своего связного Босли (роль Дэвида Дойла) или через выносной динамик-интерком.

## Съёмки
В процессе съёмок сериала Фэрра Фосетт и Джексон покинули шоу для участия в других проектах. Фосетт была заменена Шерил Лэдд в роли Крис Монро, сестры Джил и бывшей полицейской из Сан-Франциско. Джексон была заменена Шелли Хэк в роли Тифани Уиллес, бывшего офицера полиции из Бостона. В заключительном сезоне Таня Робертс заменила Хэк в роли Джулии Роджерс, бывшей модели, ставшей детективом.
Сериал сделан не со сквозным последовательным сюжетом, а с эпизодическим — в каждом эпизоде Ангелы оказываются в новой ситуации, в которой они ведут расследование по раскрытию обстоятельств. Нераскрываемый фрагмент сюжетной линии притягивает интерес и создаёт напряжённость. В ранних эпизодах по ходу дела Ангелы использовали комбинации сексуальных уловок и знаний, тогда как в третьем и четвёртом сезонах сценарий отклоняется от сексуальной привлекательности в сторону профессионализма в детективной работе.

## Актёрский состав

### Главные роли
- Фэрра Фосетт — Джилл Монро (1976—1977, возвращалась в 1978—1980)
- Кейт Джексон — Сабрина Данкан (1976—1979)
- Жаклин Смит — Келли Гарретт
- Шерил Лэдд — Крис Монро (1977—1981)
- Шелли Хэк — Тиффани Уиллес (1979—1980)
- Таня Робертс — Джули Роджерс (1980—1981)
- Дэвид Дойл — Джон Босли
- Джон Форсайт (озвучивание) — Чарльз «Чарли» Таусенд

## Спин-офф
ABC попыталась создать в 1980 году спин-офф «Ангелов Чарли», названный «Парни Тони». Шоу было полным отражением «Ангелов Чарли», и Барбара Стэнвик исполнила главную роль Антонии «Тони» Блэк, богатой вдовы и друга Чарли, которая открыла детективное агентство. В агентстве работает трое детективов-мужчин, получающих указания от Тони, и аналогично работе Ангелов раскрывающих преступления. Шоу вышло в качестве пилотного выпуска во время четвёртого сезона «Ангелов Чарли», но в следующем сезоне не стало регулярно выходить.

## Ремейк
В 2000 году режиссёр Макджи снял художественный фильм «Ангелы Чарли», сразу ставший хитом и «сенсацией 2001 года». Роли Ангелов сыграли популярнейшие актрисы Голливуда: Дрю Бэрримор, Кэмерон Диас и Люси Лью. В 2003 вышло продолжение.
ABC сообщало о возможности выпуска ремейка «Ангелов Чарли». Так, 12 ноября 2009 года представители телеканала АВС объявили о том, что будет снята новая версия популярного телесериала. Сценаристом и продюсером новых «Ангелов Чарли» станет Джош Фридман, ранее работавший над другим популярным сериалом «Терминатор: Хроники Сары Коннор». Ремейк вышел в 2011 году и был закрыт через 4 эпизода в связи с негативным восприятием зрителями и критиками.
В сентябре 2015 года стало известно что американская кинокомпания Sony Pictures хочет перезапустить серию комедийных боевиков «Ангелы Чарли». Новый фильм, вышедший в 2019 году, срежиссировала актриса Элизабет Бэнкс («Голодные игры»), совместно с мужем, Максом Хандельманом, спродюсировавшая картину. В декабре 2015 стало известно, что сценарий фильма напишет Эван Спилиотопулос, ответственный за сюжет картин «Белоснежка и охотник 2» и «Красавица и чудовище», но в итоге от него отказались, решив переписать черновики Крейга Мазина и Семи Челлас. Ангелами в фильме стали Кристен Стюарт, Наоми Скотт и Элла Балинска.